# Alé BTC Ljubljana/2020
Deze pagina geeft een overzicht van de vrouwenwielerploeg Alé BTC Ljubljana in 2020.
De ploeg is een voortzetting van het Italiaanse Alé Cipollini. Van deze ploeg bleven slechts twee rensters bij de ploeg: de Italiaanse Anna Trevisi en de Japanse Eri Yonamine. Nadat de Sloveense ploeg BTC City Ljubljana eind 2019 ophield te bestaan, maakten zowel de hoofdsponsor als zes rensters de overstap.

## Algemeen

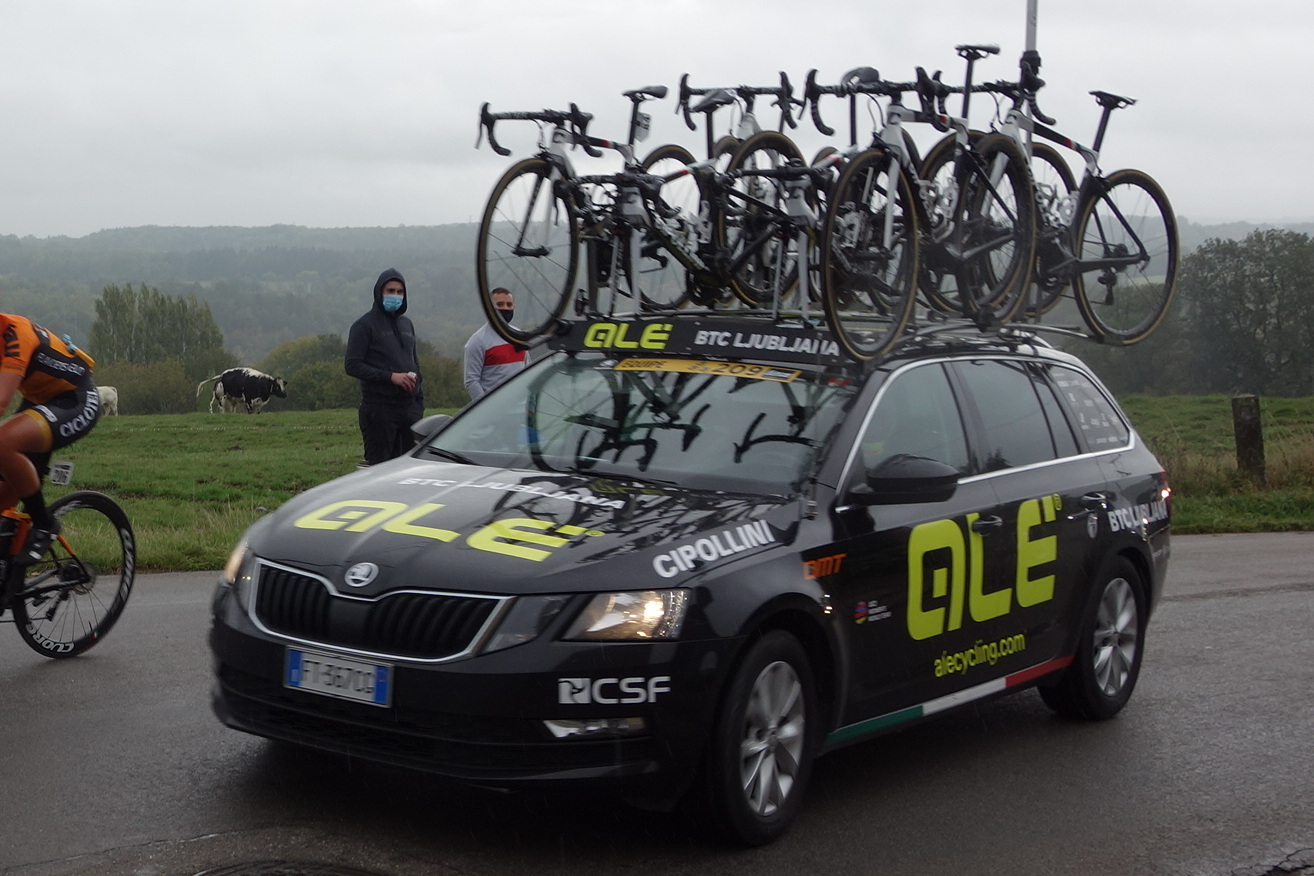
Ploegauto in de Waalse Pijl 2020.

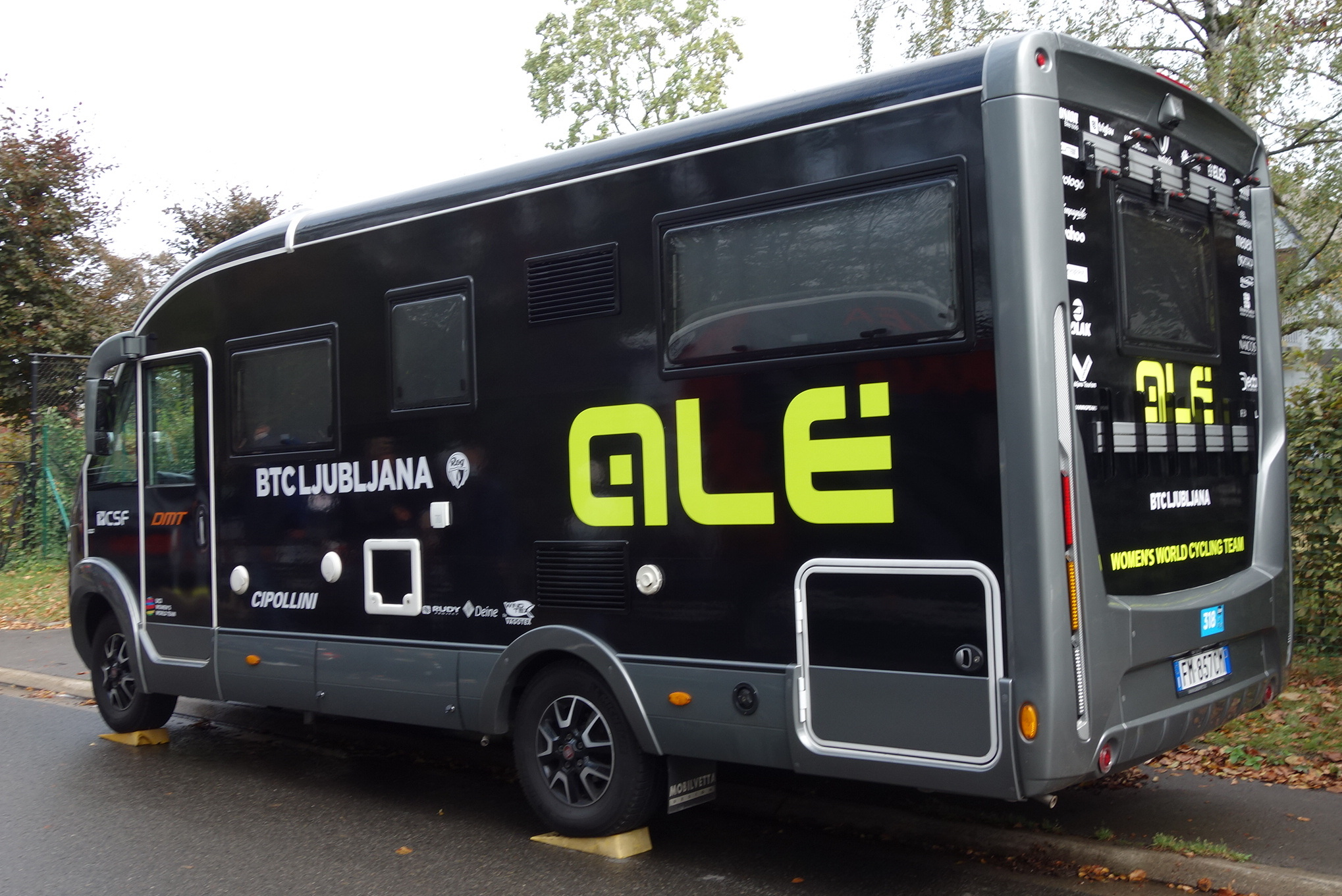
Camper van de ploeg.

Algemeen manager: Alessia Piccolo
Ploegleiders: Fabiana Luperini
Fietsmerk: Cipollini

## Renners

### Transfers
| Inkomend           | Ploeg 2019            | Uitgaand                | Ploeg 2020           |
| ------------------ | --------------------- | ----------------------- | -------------------- |
| Marta Bastianelli  | Team Virtu            | Giorgia Bariani         | ?                    |
| Maaike Boogaard    | BTC City Ljubljana    | Jelena Erić             | Movistar Team        |
| Urška Bravec       | BTC City Ljubljana    | Marjolein van 't Geloof | Drops Cycling Team   |
| Eugenia Bujak      | BTC City Ljubljana    | Chloe Hosking           | Rally UHC Women      |
| Anastasia Chursina | BTC City Ljubljana    | Romy Kasper             | Parkhotel Valkenburg |
| Mavi García        | Movistar Team         | Ahreum Na               | ?                    |
| Tatiana Guderzo    | BePink                | Soraya Paladin          | CCC-Liv              |
| Jutatip Maneephan  | Thailand Women's Team | Diana Peñuela           | ?                    |
| Urša Pintar        | BTC City Ljubljana    | Nadia Quagliotto        | Cronos - Casa Dorada |
| Urška Žigart       | BTC City Ljubljana    | Jessica Raimondi        | ?                    |
|                    |                       | Karlijn Swinkels        | Parkhotel Valkenburg |

### Ploeg 2020

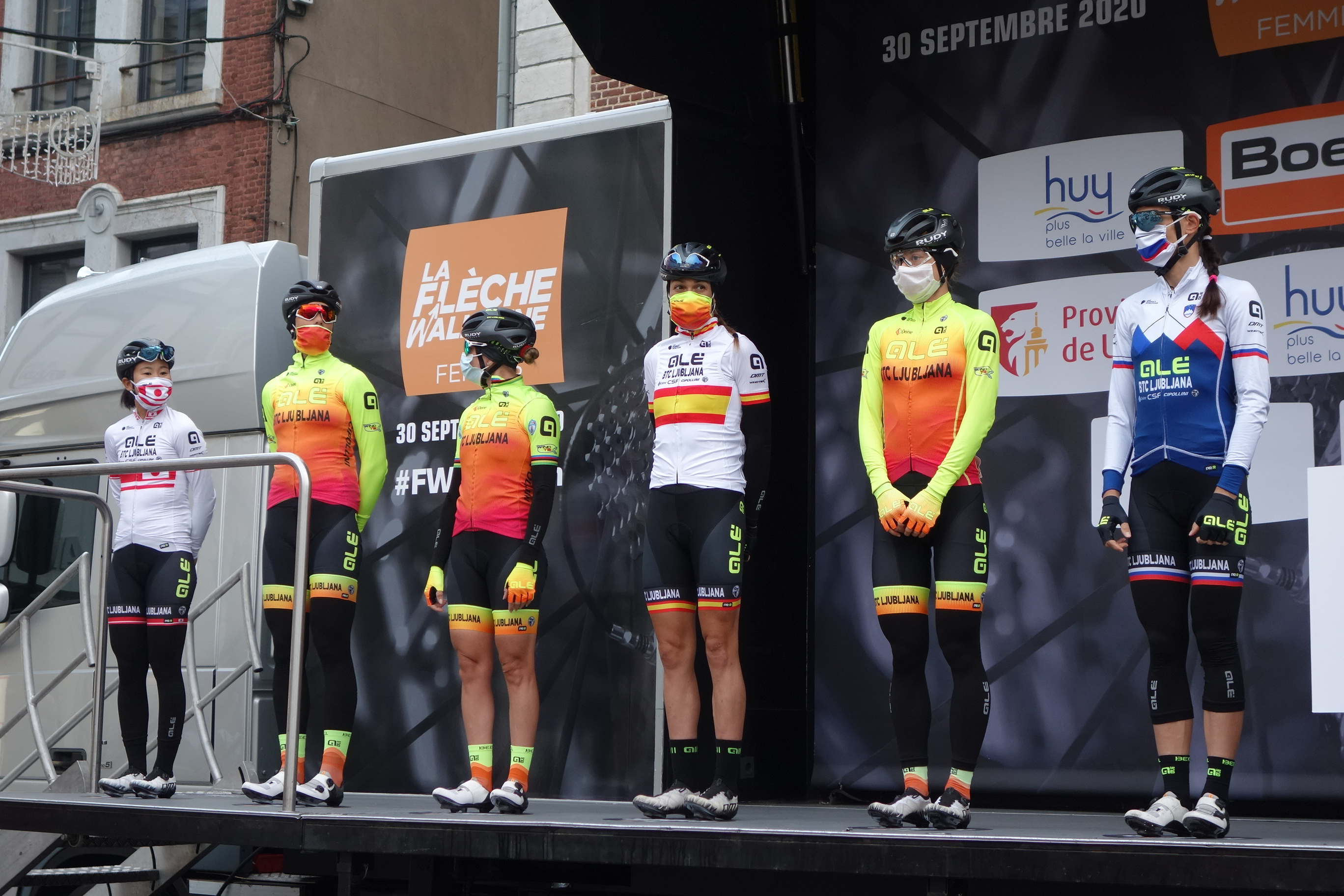
De ploeg in de Waalse Pijl 2020.

| Naam               | Geboortedatum | Nationaliteit | Ploeg 2019            |
| ------------------ | ------------- | ------------- | --------------------- |
| Marta Bastianelli  | 30-04-1987    | Italië        | Team Virtu            |
| Maaike Boogaard    | 24-08-1998    | Nederland     | BTC City Ljubljana    |
| Urška Bravec       | 14-12-1996    | Slovenië      | BTC City Ljubljana    |
| Eugenia Bujak      | 25-06-1989    | Slovenië      | BTC City Ljubljana    |
| Anastasia Chursina | 07-04-1995    | Rusland       | BTC City Ljubljana    |
| Mavi García        | 02-01-1984    | Spanje        | Movistar Team         |
| Tatiana Guderzo    | 22-08-1984    | Italië        | BePink                |
| Jutatip Maneephan  | 08-07-1988    | Thailand      | Thailand Women's Team |
| Urša Pintar        | 03-10-1985    | Slovenië      | BTC City Ljubljana    |
| Anna Trevisi       | 08-05-1992    | Italië        | Alé Cipollini         |
| Eri Yonamine       | 25-04-1991    | Japan         | Alé Cipollini         |
| Urška Žigart       | 04-12-1996    | Slovenië      | BTC City Ljubljana    |

### Fotogalerij

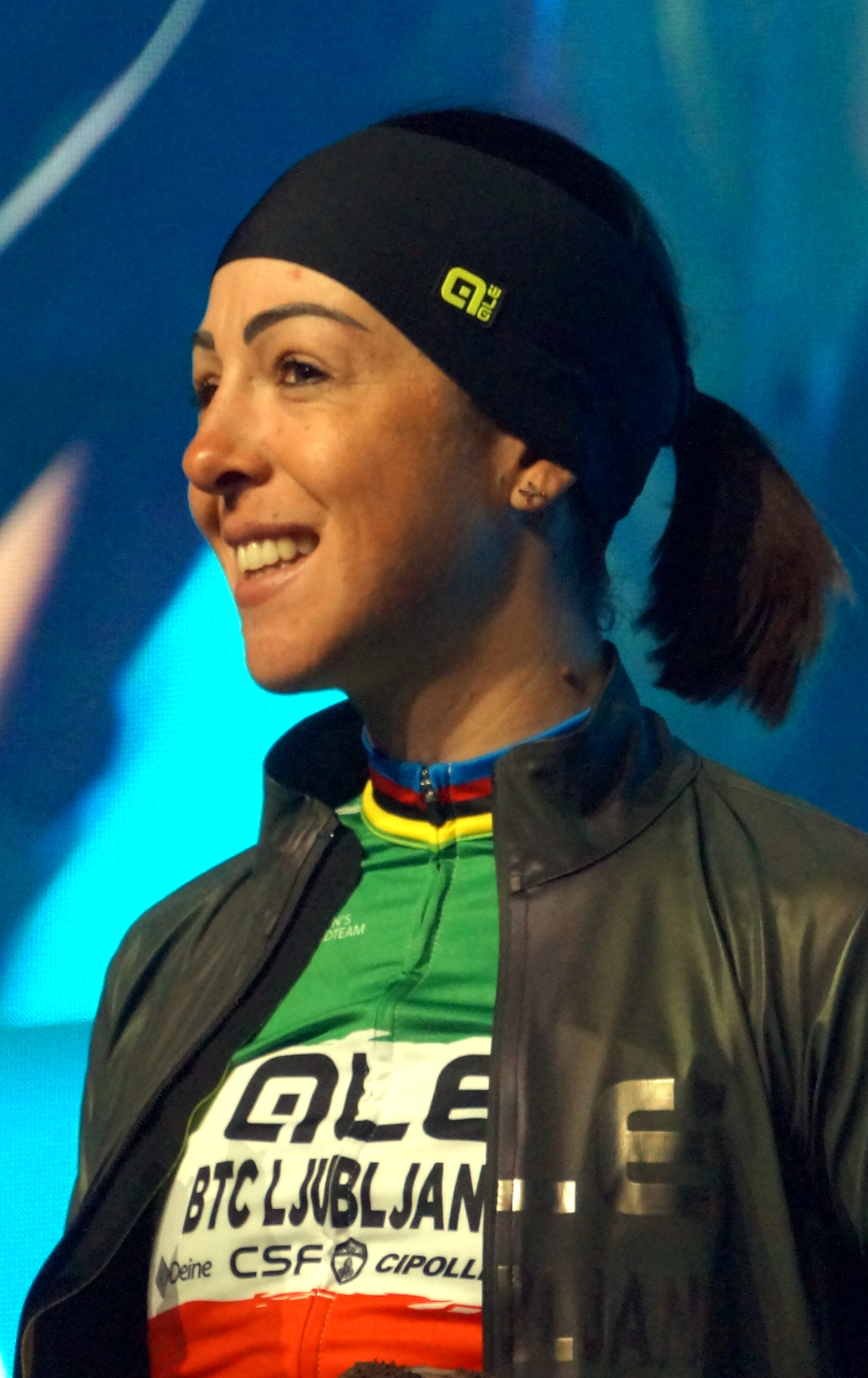
Marta Bastianelli
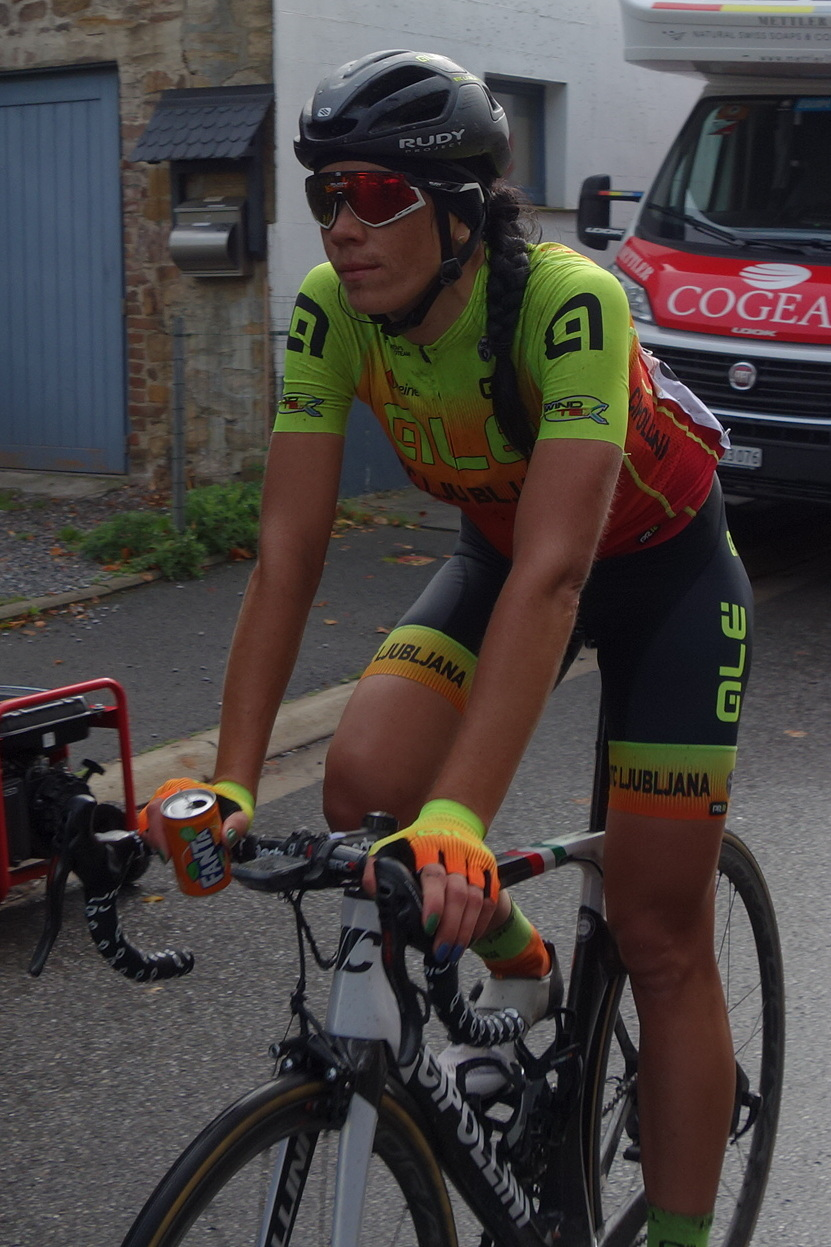
Eugenia Bujak
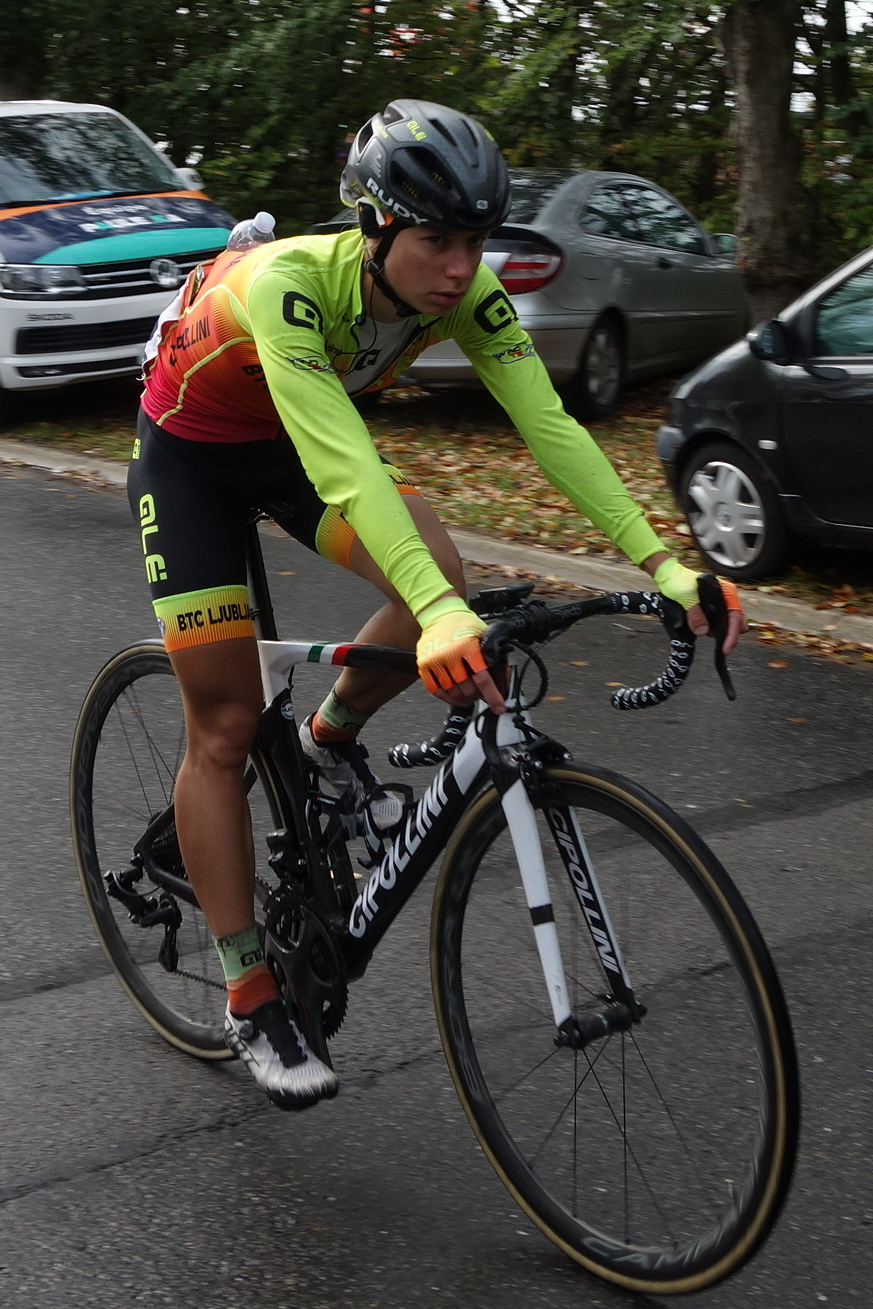
Anastasia Chursina
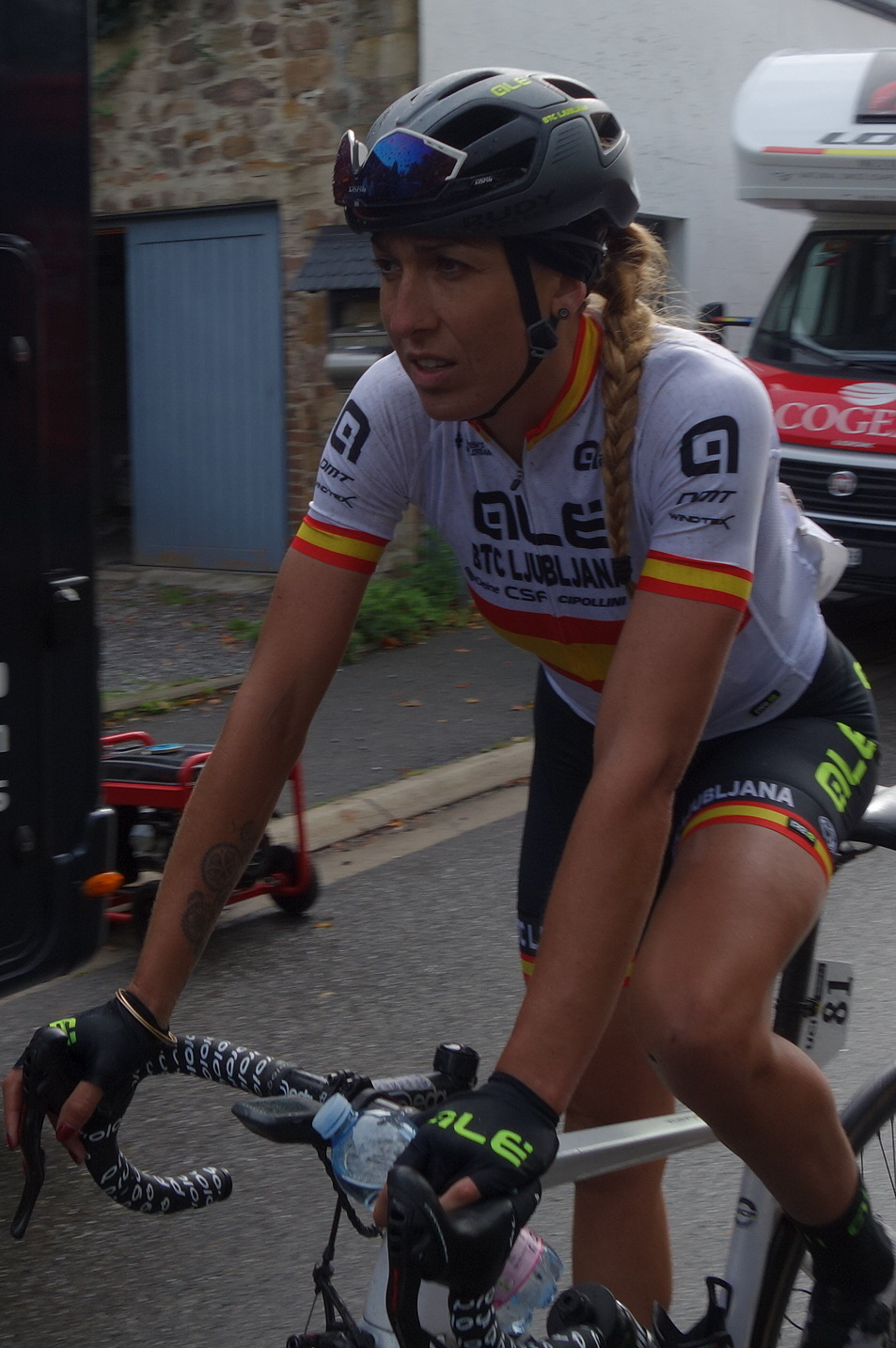
Mavi García
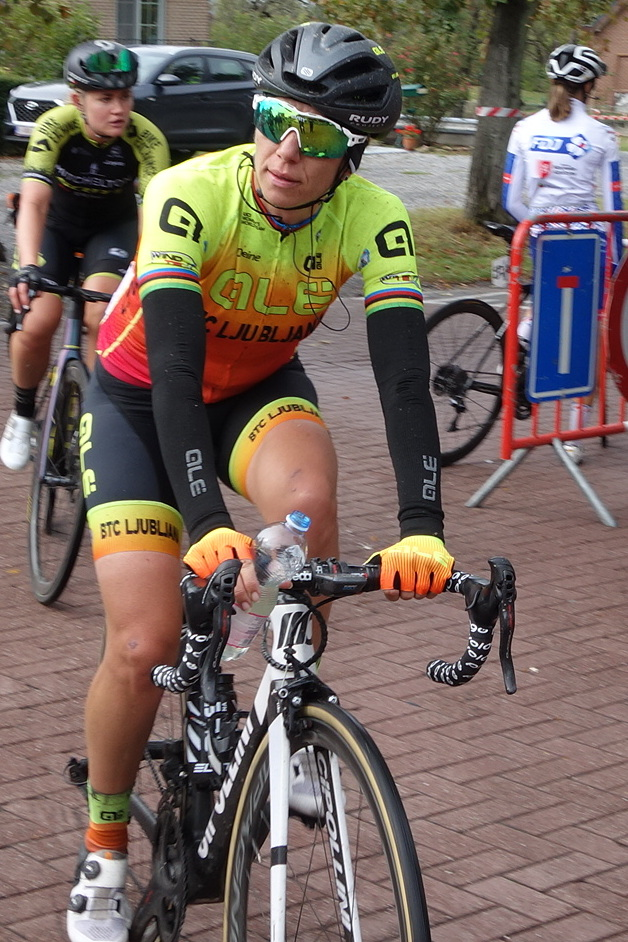
Tatiana Guderzo
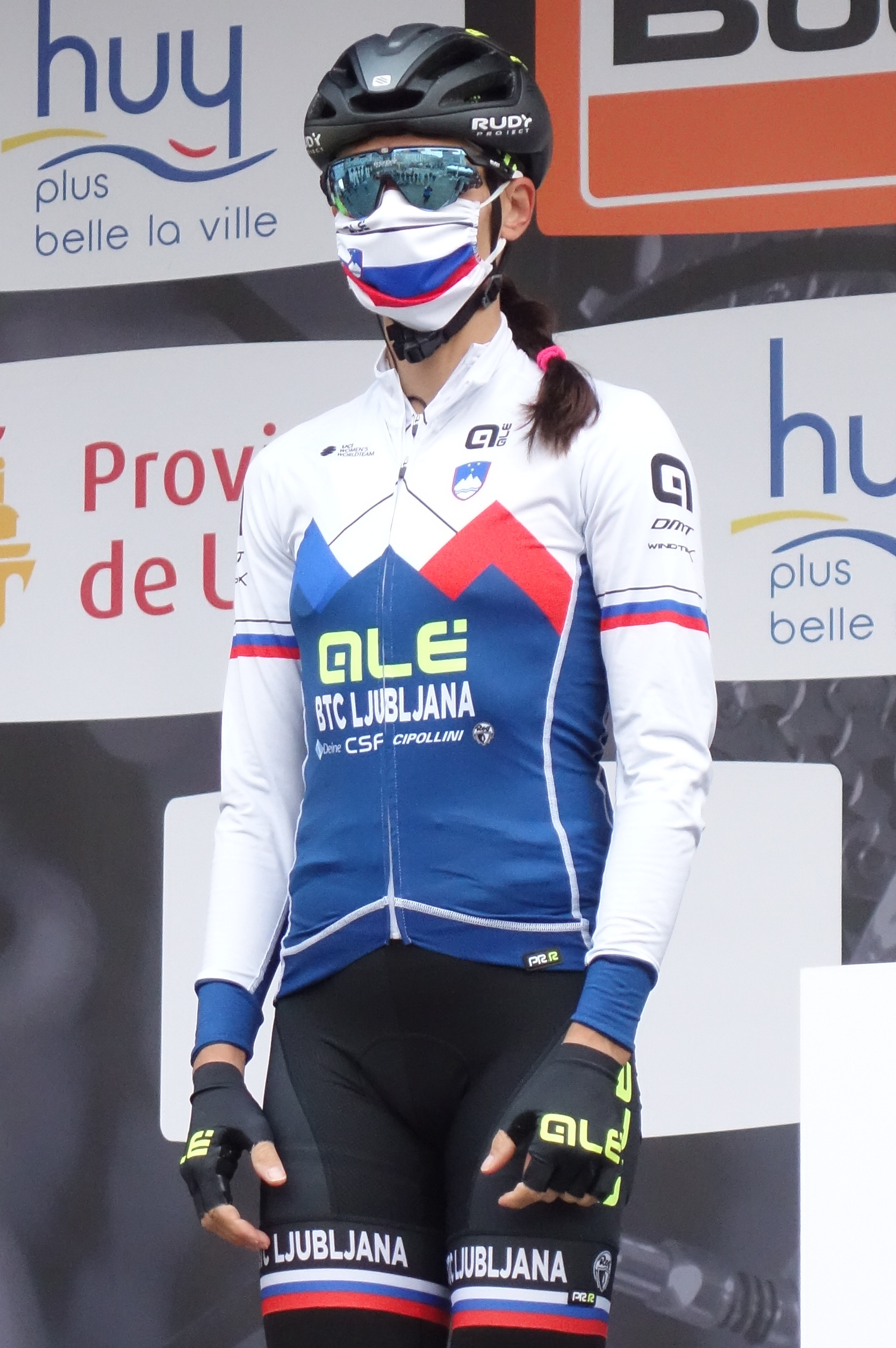
Urša Pintar
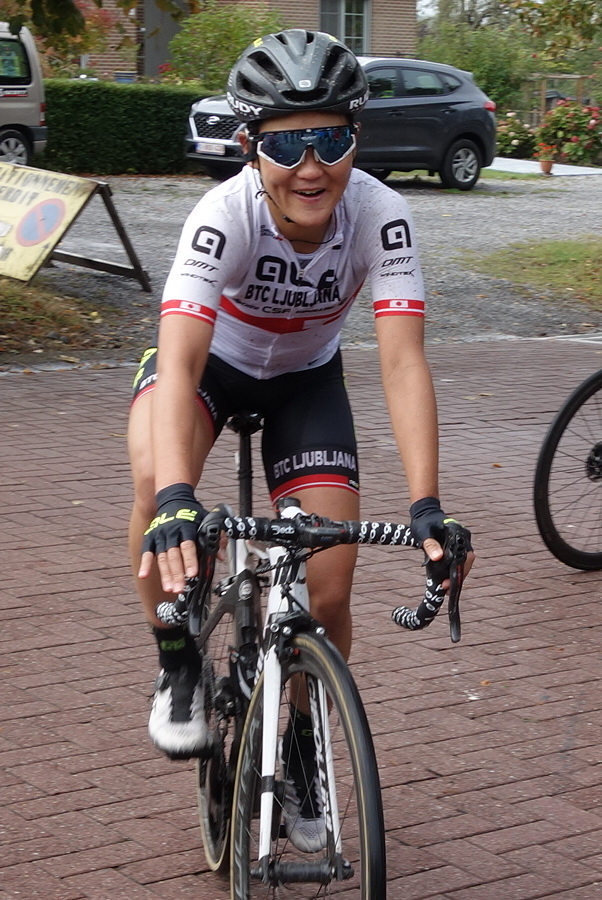
Eri Yonamine

## Overwinningen
| Kampioenschappen Spaans kampioen tijdrijden, Margarita Victoria García Spaans kampioen op de weg, Margarita Victoria García Sloveens kampioen tijdrijden, Urška Žigart Sloveens kampioen op de weg, Urša Pintar Thais kampioen op de weg, Jutatip Maneephan | Overig Vuelta Comunidat Valenciana, Marta Bastianelli 1e en 2e etappe Tour de l'Ardèche, Margarita Victoria García |  |

2011 · 2012 · 2013 · 2014 · 2015 · 2016 · 2017 · 2018 · 2019 · 2020 · 2021 · 2022 · 2023 · 2024 · 2025
Alé BTC Ljubljana · Canyon-SRAM ·  CCC-Liv · FDJ Nouvelle-Aquitaine Futuroscope · Mitchelton-Scott · Movistar Team · Team Sunweb · Trek-Segafredo